# قلعة الخطم
قلعة الخطم هي قلعة تاريخية تقع في جنوب شرق محافظة الداير بني مالك شرقي منطقة جازان في السعودية. تقع القلعة على جرف صخري كبير يحيط بها من ثلاث جهات وبذلك يكون نمطها العمراني مميزا، وهي تحتوي على عدد من الأبراج وتتكون من عدة طوابق، وهي بحالة جيدة.

## وصلات خارجية
- قلاع وآثار جبال بني مالك بجازان مفردات تاريخية وشواهد نادرة